# SimCity 4
A SimCity 4 (SC4) egy városépítő szimulátor, ami 2003-ban jelent meg az Electronic Arts és a Maxis közös játékaként. Az előző rész óta fejlesztették, ami a SimCity 3000 nevet viselte. A SimCity 4 az egyik legnagyobb példányszámban eladott játék volt 2003-ban.

## Játékmenet

### A területi játék
Ahogy az előző SimCity játékokban, úgy a SimCity 4-ben is a játékos(ok) egy (vagy több) polgármester szerepébe bújhatnak, várost kell alapítaniuk, és kiszolgálniuk az emberek, azaz a Sim-társadalom igényeit. Rengeteg különbség van ez, és az előző részek között. A legnagyobb különbség, hogy most a városok olyan régiókban helyezkednek el, amik fejleszthető részekre vannak felosztva. A területi játék fogalom hozzáad egy új lehetőséget a SimCity 4 játékmenetéhez. A játékosnak lehetősége van elkezdeni a játékot háromféle méretű területről: a legkisebbek 256X256 négyzetesek, ami hozzávetőleg 4x4 kilométernek felel meg, tehát egy 16 km²-es várost lehet építeni; csak összehasonlításképpen: New Yorkban Manhattan körülbelül 90 km². A szabványos méretű terület körülbelül 16X16 km-es (1024X1024 négyzet).
A szomszédos városok nagyobb szerepet kapnak, mint a SimCity 3000-ben. Például, alkut lehet kötni, amiben egy szomszédos város pénzért válthat erőforrásokat, mint például a vizet, az elektromosságot vagy a szemételdobást. Mindazonáltal ebben a verzióban mindenki magának alapít várost, és azt manuálisan kell fejleszteni. Ez azt is jelenti, hogy a játékos több várost is építhet egyszerre, és benépesítheti az egész régiót. Az új jellemző miatt a játék menete egyetlen épületből indul el a legnagyobb lehetséges, s a térképen megalkotható, működő, változatos, és esztétikusan kellemes régióig.

### Játékmódok
Miután kiválasztunk egy területet egy régióban, három mód áll rendelkezésünkre:
Az első a God Mode (Isten mód), amivel a játékos kedvére alakíthatja a területet, ahová a városát fogja építeni. A God Mode-dal a játékos katasztrófákat is előidézhet, például tornádók, földrengések stb. Egy újítás ebben a módban, hogy a játékos kiválaszthatja, mely területet akarja sújtani a katasztrófával.
A második a Mayor Mode (Polgármester mód), ahol a tényleges városépítés történik. Ez a mód megengedi a játékosoknak, hogy szükséges szerkezeteket és létesítményeket építsenek fel – mint például az utak, polgári épületek, övezeti rendszer és erőművek. Ebben a módban a játékosok létre tudják hozni a lakó, kereskedelmi vagy ipari területeiket. A játékosok forgalmi rendszereket tudnak itt építeni, főutakat, utcákat, autópályákat, metrókat, vasútvonalakat stb. Itt lehet iskolákat, kórházakat, tűzoltó- és rendőrállomásokat is létrehozni.
Az utolsó mód a My Sim, amiben a játékos simeket hozhat létre, így könnyebben felbecsülve a polgárok véleményét. A játékosok akár a The Simsben létrehozott simjeikeit is beimportálhatják a játékba.

### Polgári- és közműépületek
A polgári épületek funkcióit felülvizsgálták az SC4-ben. Az iskolákat és a kórházakat átalakították, hogy több funkciót lássanak el, mint a rendőr- és tűzoltóállomások az előző SimCitykben. Most a játékosok választják ki a helyet, hogy a legjobb szolgáltatást nyújtsák: például a kórházakat és iskolákat a lakóövezet közepére. Az SC4-ben a játékos szabadon állíthatja az épületek finanszírozását, párhuzamosan a kötelességek növekedésével. Két méretű rendőr-, tűzoltóállomás és kórház van. A Rush Hour kiegészítő csomagban további két rendőrségi épület, egy tűzoltási létesítmény, és egy nagyobb fajta általános és középiskola.
A karbantartási költségek is megjelennek a közművekért (erőművek, vízművek és szemétlerakók) az SC4-ben. Ráadásul annak a költsége, hogy fenntartsák azokat a létesítményeket, növekedni fog, ahogy öregednek. A létesítmények maximális teljesítménye szintén csökkenni fog az öregedés során.

### Övezetekre osztás, építkezés
Az övezetekre osztó és az építő méret szintén megváltozott. Ahelyett, hogy egy nagy övezet lenne, amit megkerül egy út, az övezeteket kisebb darabokra vágják a rajta keresztülfutó utak, amelyek automatikusan kapcsolódnak a már kész utakhoz, így elkerülve a zsákutcákat és hogy a kocsifelhajtók a rossz irányba állnak, mint a SimCity előző részeiben. Az épületek több vagyonszintbe, zónatípusokba és fázisokba (építési méret és sűrűség) lettek besorolva, amikre hat a régió lakossága és a város feltételei; a kereskedelmi épületek például szolgáltatások és irodák szerint lehetnek besorolva, jellemzően a magasabb igény szerint és a kevésbé művelt Simek szerint. A játékban szintén van költsége a zónák felszámolásának; ha magas a zóna értéke, többe kerül a felszámolása. Ráadásul, a játék jobb városi romlást és dzsentrifikációt szimulál. Az épületek elsötétülnek és nem változtatnak alakot, miután elhagyatottak lettek (mint a SimCity 2000 és 3000-ben). Az épületeket, amiket magasabb gazdasági foglalkoztatásért építettek, most alacsonyabb vagyonú bérlők is kényszeríthetik a kiürítésre, ha körülépítik azt; ez megengedi bizonyos épületeknek, hogy használatban maradjanak, amikor már nem az eredeti bérlő van benne. Egy másik újítás, hogy az épületek a lejtőkön is lehetnek.

### Épület tervek
Ahogy a SimCity 3000-ben, a kereskedelmi- és a lakóépületstílusok a korai 20. század jellegét tükrözik, különösen az Art décót és a Román stílusú Revivalt, míg a legtöbb ház amerikai Craftsman stílusban jelenik meg, és a modern építészet ezeken keresztül keveredik. A Rush Hourben az épületek négyféle stílust vehetnek fel, beleértve a modern és Európai kortárs építészetet.
Számos épületet tartalmaz San Franciscóból, például a Shell Building ("Wren Insurance" néven jelenik meg), 450 Shutter ("Vu Financial" néven) és a Pacific Telephone & Telegraph Building ("The Galvin Corp" néven). A játék hídjai közül három szintén valódi világból való, mint például a Golden Gate híd, a Sydney Harbour Híd és a Brooklyn híd. A Rush Hour kiegészítő csomag szintén tartalmaz egy hidat, ami a Tacoma Narrows Híd mása és különféle létező Európai épületeket, Frankfurtból, Németországból, a Commerzbank Tower, (Hurt Enterprises HQ néven).

### Easter eggek
Több easter egg is található a játékban:
- Látható egy utalás Larry Waltersre az egyik grafikában, amin egy ember látható, amint egy felfüggesztett kötélpályán áll, ami egy híres bravúrjára utal.
- Két csúcstechnológiás ipari épületet a játékban "Kane Tiberium"és "Havoc Bioenhancements"nek neveznek, amik a Command & Conquerre való utalás.
- SimCity teremtőjének, Will Wrightnak egy stilizált, karikatúraszerű ábrázolása látható egy hazafin.
- Néha megjelennek a törpék az épületeken.
- A háttérzene néha a SimCity 2000-es fagylalt-teherautóinak a zenéje.
- A SimCity 3000 játékbemutatójának UFO-s filmje látható az autósmoziban.

### Kompatibilitás aThe Sims-szel és aThe Sims 2-vel
A SimCity 4 együtt használható a Maxis egy másik népszerű játékával, a The Sims-szel. A simeket be lehet hozni a városba, és jelenteni fogják mit gondolnak a területről, ahol laknak. A SC4 21 alapértelmezett simmel jön, azoknak, akiknek nincs meg a játék. Azonkívül a SimCity 4-nek van egy vezérlőpanele, ami nagyon hasonló a The Sims-éhez.
Ráadásul a városokat, amiket létrehozunk a SimCity 4-ben, szomszédságként lehet használni a The Sims 2-ben. A helyszínei az utaknak, fáknak, hidaknak, és a térképjellemzőknek, mint a folyók és hegyek, mind az eredeti helyén lesz.

## SimCity 4: Rush Hour és SimCity 4: Deluxe Edition
2003. szeptember 22-én, a Maxis kibocsátott egy kiegészítő csomagot a SimCity 4-hez, a Rush Hourt. A SimCity 4: Deluxe Editiont, ami tartalmazta a játékot és a kiegészítőt, ugyanazon a napon bocsátották ki. 2004. augusztus 25-én az Aspyr Media kibocsátotta SimCity 4: Deluxe Editiont Mac OS X-re. Ezt követte egy 2004. szeptember 4-én SimCity 4: Rush Hour Mac OS X verziójának a kibocsátása.
A kiegészítő csomag többek között szállítási létesítményeket és új építési stílusokat tartalmazott.

## Elismerések
Nem sokkal kiadása után, a SimCity 4 pozitív visszajelzéseket kapott, a játék 8.1/10-es értékelést szerzett a GameSpotnál és 9.2/10-t az IGN-nél. A játék összesen 81,5%-ot kapott a Game Rankings-tól, és egy "Fresh" minősítést 77%-kal a Rotten Tomatoes-tól.

## Lásd még
- SimCity (sorozat)
- SimCity 4: Rush Hour

### Hivatalos oldalak
- Hivatalos SimCity weboldal
- Technikai információk a SimCity 4-ről
- SimCity.com rajongói oldal

### Magyar oldalak
- Tippek, leírások a játékhoz
- SimsHungary.hu – minden ami Sims